# Đại bảo tàng Ai Cập
Đại bảo tàng Ai Cập, còn được gọi là Bảo tàng Giza, là một bảo tàng đã được lên kế hoạch xây dựng để trưng bày các hiện vật của Ai Cập cổ đại. Được mô tả là bảo tàng khảo cổ học lớn nhất trên thế giới, bảo tàng hiện đang được xây dựng và dự kiến sẽ được khai mở một phần vào năm 2018. Bảo tàng nằm trên diện tích 50 ha đất khoảng hai km từ Kim tự tháp Giza và là một phần của kế hoạch tổng thể cho cao nguyên.

## Tổng quan
Thiết kế của tòa nhà được quyết định bằng một cuộc thi tuyển kiến trúc. Cuộc thi đã được công bố vào ngày 7 tháng 1 năm 2002. Ban tổ chức nhận được 1557 bài dự thi từ 82 quốc gia, trở thành cuộc thi kiến trúc lớn thứ hai trong lịch sử. Trong giai đoạn thứ hai của cuộc thi, 20 bài được yêu cầu cung cấp thêm thông tin. Đánh giá đã được hoàn thành vào ngày 2 tháng 6 năm 2003. Sự cạnh tranh đã giành được bởi công ty Heneghan Peng từ Dublin, Ireland, chiến thắng 250.000 đô la Mỹ. Vị trí thứ hai đã được trao cho Coop Himmelblau. Héctor Vigliecca và Luciene Quel (Brazil), Ruben Verdi (Ý), Michael Zimmermann, Engel và Zimmermann (Đức), Fernando Pardo Calvo và Bernardo Garcia Tapia, Nuno Filipe Morais Monteiro (Bồ Đào Nha) và Martin Roubik (Cộng hòa Séc). Tòa nhà được thiết kế bởi Heneghan Peng Architects, Buro Happold và Arup. Quy hoạch tổng thể triển lãm, thiết kế triển lãm và bảo tàng là do Metaphor và Cultural Innovations Ltd.